# Liste des planètes mineures non numérotées découvertes en mai 2009
Pour un article plus général, voir Liste des planètes mineures non numérotées découvertes en 2009.
Pour un article plus général, voir Liste des planètes mineures.
Cet article dresse la liste des planètes mineures (astéroïdes, centaures, objets transneptuniens et assimilés) non numérotées découvertes en mai 2009 dans l'ordre de leur découverte.
Au 15 janvier 2025, 661 077 des 1 434 993 planètes mineures répertoriées par le Centre des planètes mineures ne sont pas encore numérotées, soit 46,07 %.

## Rappel concernant la désignation provisoire
La désignation provisoire indique l'ordre de découverte de ces objets. En effet, cette désignation est composée de l'année de découverte (par exemple 2009) suivie de la quinzaine (demi-mois) de découverte (p.e. A = 1-15 janvier) puis de l'ordre de découverte dans cette quinzaine. Cet ordre est indiqué par une lettre et éventuellement un chiffre comme suit : A pour la première découverte, B pour la deuxième, ..., Z pour la 25e (le I n'est pas utilisé pour éviter la confusion avec 1), A1 pour la 26e, B1 pour la 27e, etc. , Z1 pour la 50e, A2 pour la 51e, B2 pour la 52e, etc. L'ordre de la numérotation ne suit donc pas l'ordre alphanumérique. 2009 AA1 suit ainsi 2009 AZ et précède 2009 AB1.

## Liste

### Du1erau 15 mai 2009
- 2009 JA
- 2009 JP
- 2009 JR
- 2009 JS
- 2009 JU
- 2009 JC1
- 2009 JE1
- 2009 JF1
- 2009 JG1
- 2009 JM1
- 2009 JG2
- 2009 JL2
- 2009 JM2
- 2009 JQ2
- 2009 JR2
- 2009 JC3
- 2009 JO3
- 2009 JK4
- 2009 JV4
- 2009 JA5
- 2009 JC5
- 2009 JT5
- 2009 JJ7
- 2009 JH9
- 2009 JR9
- 2009 JW10
- 2009 JH11
- 2009 JU11
- 2009 JC12
- 2009 JG13
- 2009 JO13
- 2009 JT13
- 2009 JB15
- 2009 JD15
- 2009 JM17
- 2009 JX17
- 2009 JH18
- 2009 JT18
- 2009 JU18
- 2009 JV18
- 2009 JW18
- 2009 JX18
- 2009 JY18
- 2009 JZ18
- 2009 JA19
- 2009 JB19
- 2009 JC19
- 2009 JD19
- 2009 JE19
- 2009 JF19
- 2009 JM20
- 2009 JP20
- 2009 JQ20
- 2009 JY20
- 2009 JZ20
- 2009 JA21
- 2009 JB21
- 2009 JF21
- 2009 JG21
- 2009 JH21
- 2009 JJ21
- 2009 JK21
- 2009 JS21
- 2009 JW21
- 2009 JA22
- 2009 JG22
- 2009 JH22
- 2009 JJ22
- 2009 JM22
- 2009 JQ22
- 2009 JS22
- 2009 JT22
- 2009 JU22
- 2009 JV22
- 2009 JW22
- 2009 JY22
- 2009 JZ22
- 2009 JA23
- 2009 JH23
- 2009 JJ23
- 2009 JK23
- 2009 JN23
- 2009 JO23
- 2009 JP23
- 2009 JS23
- 2009 JV23
- 2009 JW23
- 2009 JX23
- 2009 JY23
- 2009 JZ23
- 2009 JA24
- 2009 JB24
- 2009 JC24
- 2009 JD24
- 2009 JF24
- 2009 JG24
- 2009 JH24
- 2009 JJ24
- 2009 JK24
- 2009 JL24
- 2009 JN24

### Du 16 au 31 mai 2009
- 2009 KB
- 2009 KF
- 2009 KL
- 2009 KM
- 2009 KN
- 2009 KO
- 2009 KP
- 2009 KT
- 2009 KZ
- 2009 KE1
- 2009 KY1
- 2009 KV2
- 2009 KW2
- 2009 KD3
- 2009 KE3
- 2009 KO4
- 2009 KP4
- 2009 KQ4
- 2009 KR4
- 2009 KT4
- 2009 KA5
- 2009 KC5
- 2009 KE5
- 2009 KT5
- 2009 KF6
- 2009 KQ6
- 2009 KC7
- 2009 KL8
- 2009 KQ8
- 2009 KH9
- 2009 KO9
- 2009 KC10
- 2009 KA11
- 2009 KE11
- 2009 KN11
- 2009 KR11
- 2009 KS11
- 2009 KB12
- 2009 KZ12
- 2009 KD13
- 2009 KO13
- 2009 KT13
- 2009 KH14
- 2009 KJ14
- 2009 KR14
- 2009 KR15
- 2009 KV15
- 2009 KJ16
- 2009 KW16
- 2009 KB17
- 2009 KG17
- 2009 KS17
- 2009 KV17
- 2009 KY17
- 2009 KF18
- 2009 KU18
- 2009 KO19
- 2009 KP19
- 2009 KP20
- 2009 KE21
- 2009 KH21
- 2009 KJ21
- 2009 KM21
- 2009 KR21
- 2009 KV21
- 2009 KE22
- 2009 KZ22
- 2009 KB23
- 2009 KA24
- 2009 KQ24
- 2009 KF25
- 2009 KH25
- 2009 KX26
- 2009 KM27
- 2009 KN27
- 2009 KS27
- 2009 KV27
- 2009 KX27
- 2009 KQ28
- 2009 KM29
- 2009 KR29
- 2009 KJ30
- 2009 KK30
- 2009 KL30
- 2009 KM30
- 2009 KN30
- 2009 KO30
- 2009 KR30
- 2009 KX30
- 2009 KD31
- 2009 KE31
- 2009 KF31
- 2009 KH31
- 2009 KK31
- 2009 KL31
- 2009 KM31
- 2009 KN31
- 2009 KO31
- 2009 KP31
- 2009 KQ31
- 2009 KR31
- 2009 KU31
- 2009 KV31
- 2009 KW31
- 2009 KY31
- 2009 KA32
- 2009 KC32
- 2009 KD32
- 2009 KF32
- 2009 KG32
- 2009 KH32
- 2009 KJ32
- 2009 KK32
- 2009 KL32
- 2009 KM32
- 2009 KN32
- 2009 KO32
- 2009 KR32
- 2009 KU32
- 2009 KV32
- 2009 KW32
- 2009 KY32
- 2009 KZ32
- 2009 KA33
- 2009 KB33
- 2009 KC33
- 2009 KD33
- 2009 KE33
- 2009 KG33
- 2009 KH33
- 2009 KJ33
- 2009 KK33
- 2009 KL33
- 2009 KM33
- 2009 KN33
- 2009 KO33
- 2009 KP33
- 2009 KQ33
- 2009 KR33
- 2009 KS33
- 2009 KU33
- 2009 KV33
- 2009 KW33
- 2009 KX33
- 2009 KY33
- 2009 KA34
- 2009 KC34
- 2009 KE34
- 2009 KG34
- 2009 KH34
- 2009 KJ34
- 2009 KL34
- 2009 KM34
- 2009 KN34
- 2009 KO34
- 2009 KP34
- 2009 KQ34
- 2009 KS34
- 2009 KU34
- 2009 KV34
- 2009 KZ34
- 2009 KC35
- 2009 KG35
- 2009 KL35
- 2009 KP35
- 2009 KS35
- 2009 KO36
- 2009 KT36
- 2009 KU36
- 2009 KV36
- 2009 KW36
- 2009 KX36
- 2009 KY36
- 2009 KZ36
- 2009 KA37
- 2009 KJ38
- 2009 KK38
- 2009 KM38
- 2009 KP38
- 2009 KH39
- 2009 KL39
- 2009 KP39
- 2009 KV39
- 2009 KH40
- 2009 KJ40
- 2009 KP40
- 2009 KS40
- 2009 KT40
- 2009 KV40
- 2009 KZ40
- 2009 KD41
- 2009 KE41
- 2009 KF41
- 2009 KH41
- 2009 KJ41
- 2009 KK41
- 2009 KL41
- 2009 KO41
- 2009 KQ41
- 2009 KY41
- 2009 KZ41
- 2009 KH42
- 2009 KC43
- 2009 KD43
- 2009 KE43
- 2009 KH43
- 2009 KK43
- 2009 KO43
- 2009 KS43
- 2009 KT43
- 2009 KU43
- 2009 KV43
- 2009 KB44
- 2009 KC44
- 2009 KD44
- 2009 KE44
- 2009 KF44
- 2009 KH44
- 2009 KJ44
- 2009 KK44
- 2009 KL44
- 2009 KM44
- 2009 KN44
- 2009 KO44
- 2009 KQ44
- 2009 KR44
- 2009 KS44
- 2009 KT44
- 2009 KU44
- 2009 KV44
- 2009 KX44
- 2009 KY44
- 2009 KZ44
- 2009 KA45
- 2009 KB45
- 2009 KC45
- 2009 KD45
- 2009 KE45
- 2009 KG45
- 2009 KH45
- 2009 KJ45
- 2009 KK45
- 2009 KL45
- 2009 KM45
- 2009 KN45
- 2009 KO45
- 2009 KP45
- 2009 KQ45